# Ortospana connectens
Ortospana connectens là một loài bướm đêm trong họ Noctuidae.